# Шторх, Людвиг
Людвиг Шторх (нем. Bernhard Ludwig Storch; 1803—1881) — немецкий писатель.

## Биография
Родился 14 апреля |1803 года в семье врача в Руле (Тюрингия). Одновременно с обучением в начальной школе в 1816 году он стал работать подмастерьем в магазине в Эрфурте; осенью 1818 года он стал посещать гимназию в Готе, откуда спустя 4 года был исключён за интимные отношения с женщиной. Продолжил обучение в Нордхаузене и осенью 1823 года поступил в Гёттингенский университет, решив посвятить себя теологии. В начале 1825 года он оставил университет, женился 15 февраля 1825 года на Эрнестине Шрамм (той самой, из-за которой когда-то пострадал) и для содержания семьи занялся литературной деятельностью. Всего им было выпущено более 50 произведений — рассказы, баллады и стихи.
В 1841 году основал книжное издательство, которое через три года обанкротилось. В 1850 году открыл в Нордхаузене детский сад, которое вскоре было закрыто прусским правительством. Постоянно терпел неудачи, часто менял место жительства. Только в 1866 году, будучи пансионером Фонда Шиллера, он обосновался с женой в Кройцверхайм-на-Майне, где и умер от инсульта 5 февраля 1881 года.
Имел двух сыновей. Был в дружеских отношениях с Бехштейном .